# Église Saint-Martin de Villette-d'Anthon
Pour les articles homonymes, voir Église Saint-Martin.
L'église Saint-Martin est une ancienne église à Villette-d'Anthon dans le département de l'Isère. Elle est labellisée Patrimoine en Isère.

## Historique
De l'église, dont l'origine remonte au Xe siècle, ne reste de nos jours qu'une travée supportant une tour, le reste de la nef ayant été détruit en 1859.